# Gersenda del Maine

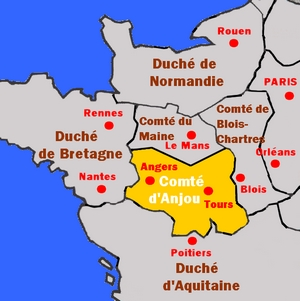
La Francia del Nord-ovest, nel 1050

Gersenda, in francese Gersende du Maine (1030 circa – dopo il 1071), fu prima, contessa consorte di Blois, di Chartres, di Châteaudun, di Tours, di Provins, di Sancerre, di Meaux e di Troyes, per il matrimonio con Tebaldo III di Blois e poi, contessa consorte di Lunigiana e marchesa consorte d'Este, per il matrimonio con Alberto Azzo II d'Este. Fu anche contessa del Maine, per un breve periodo.

## Origine
Figlia femmina secondogenita del conte del Maine, Eriberto I (come risulta dall'Actus pontificum Cenomannis, cap. XXXII, Gesta Domini Arnaldi Episcopi in cui, viene detto che il marito di Gersenda, definita figlia di Eriberto (filia Herberti) non governò il Maine, ma lo passò al figlio, Ugosotto la tutela di Goffredo di Mayenne) e della moglie, di cui non si conosce né il nome né la casata.
Eriberto I era il figlio secondogenito del conte del Maine, Ugo III (come risulta dal documento n° IV del Cartulaire des abbayes de Saint-Pierre de la Couture et de Saint-Pierre de Solesmes, in cui, assieme al padre, Ugo III fa una donazione al capitolo dell'abbazia stessa) e della moglie, di cui non si conosce né il nome né la casata.

## Biografia
Gersenda fu data in sposa al conte di Blois, di Chartres, di Châteaudun, di Tours, di Provins, di Sancerre, di Meaux e di Troyes, per il matrimonio con Tebaldo III (come ci conferma l'Actus pontificum Cenomannis, cap. XXXII, Gesta Domini Arnaldi Episcopi, su citato), figlio del conte di Blois, di Chartres, di Châteaudun, di Tours, di Provins, di Reims, di Meaux e di Troyes, Oddone II di Blois e di Ermengarda d'Alvernia, figlia del conte d'Alvernia, Guglielmo IV.
Non molto tempo dopo (prima del 1049), Gersenda, che non aveva dato figli al marito, fu ripudiata.
Tra il 1049 ed il 1051, Gersenda si sposò, in seconde nozze, col conte di Lunigiana e marchese d'Este, Albertazzo II, come ci conferma l'Actus pontificum Cenomannis, cap. XXXII, Gesta Domini Arnaldi Episcopi, su citato, figlio di Alberto Azzo I margravio di Milano, il conte di Luni, Tortona, Genova e Milano e discendente di Oberto.
Quando suo nipote, il conte del Maine, Eriberto II morì nel 1062, senza eredi, prima che il duca di Normandia, Guglielmo il Bastardo, secondo gli accordi presi con Eriberto II (secondo il monaco e storico medievale, Orderico Vitale, Guglielmo il Bastardo stipulò un contratto di fidanzamento tra suo figlio (di pochi anni), Roberto (ca. 1051-1134), e Margherita, la sorella di Eriberto II, con la clausola che, alla morte di Eriberto II, senza eredi, il futuro genero, Roberto avrebbe ereditato la contea), prendesse possesso della contea, a nome di Margherita del Maine e il suo fidanzato, il figlio di Guglielmo, Roberto (ca. 1051-1134), i nobili della contea del Maine, elessero conti del Maine, sua sorella, Biota e suo marito, Gualtiero I († ca. 1064), conte del Vexin e di Amiens, che chiesero la protezione del nuovo conte d'Angiò, Goffredo III il Barbuto.
Ma Guglielmo procedette all'occupazione del Maine, che, nonostante Goffredo il Barbuto, portò a termine nel corso del 1063, riuscendo a catturare il conte, Gualtiero, e la contessa, Biota, che furono incarcerati a Falaise in Normandia. Dato che, sempre, nel 1063 era morta anche Margherita, Roberto, il figlio di Guglielmo duca di Normandia, prese possesso della contea del Maine.
Ma nel 1069, i nobili del Maine, sostenuti dal conte d'Angiò, Folco IV il Rissoso, cacciarono i Normanni dalla contea del Maine e offrirono la contea a Gersenda e suo marito, Alberto Azzo II, che, nel 1070, secondo l'Actus pontificum Cenomannis, cap. XXXII, Gesta Domini Arnaldi Episcopi, decisero di rinunciare al titolo a favore del loro giovane figlio, Ugo V affidando il governo a Goffredo di Mayenne, che secondo Orderico Vitale, aveva capeggiato la rivolta contro i Normanni.
Infine, sempre secondo l'Actus pontificum Cenomannis, cap. XXXII, Gesta Domini Arnaldi Episcopi, Gersenda rimase nel Maine col figlio e, dal 1070, divenne l'amante di Goffredo di Mayenne.
Verso il 1073, i Normanni attaccarono ancora una volta il Maine, ma riuscirono a conquistarlo solo in parte, la maggior parte della contea rimase a Ugo V.
Di Gersenda non si conosce l'anno esatto della sua morte, secondo Ludovico Antonio Muratori, nel capitolo XXVII del suo Della antichità estensi, Gersenda morì poco tempo dopo, in quanto, negli atti, non si trova più alcuna menzione di Gersenda.

## Discendenza
Gersenda a Tebaldo non diede figli;
ad Alberto Azzo, ne diede due:
- Folco[12] ( † 1128), marchese d'Este,
- Ugo[1]( † 1131), conte del Maine.

## Ascendenza
|                      |   |   | Genitori |  |  | Nonni |  |  | Bisnonni         |  |  | Trisnonni       |  |
|                      |   |   |          |  |  |       |  |  | Ugo II del Maine |  |  | Ugo I del Maine |  |
|                      |   |   |          |  |  |       |  |  | Ugo II del Maine |  |  | Ugo I del Maine |  |
|                      |   | … |          |  |  |       |  |  | Ugo II del Maine |  |  |                 |  |
| Ugo III del Maine    |   |   |          |  |  |       |  |  | Ugo II del Maine |  |  |                 |  |
|                      |   | … | …        |  |  |       |  |  |                  |  |  |                 |  |
|                      |   | … | …        |  |  |       |  |  |                  |  |  |                 |  |
|                      |   | … | …        |  |  |       |  |  |                  |  |  |                 |  |
| Eriberto I del Maine |   | … |          |  |  |       |  |  |                  |  |  |                 |  |
|                      |   | … | …        |  |  |       |  |  |                  |  |  |                 |  |
|                      |   | … | …        |  |  |       |  |  |                  |  |  |                 |  |
|                      |   | … | …        |  |  |       |  |  |                  |  |  |                 |  |
| …                    |   | … |          |  |  |       |  |  |                  |  |  |                 |  |
|                      |   | … | …        |  |  |       |  |  |                  |  |  |                 |  |
|                      |   | … | …        |  |  |       |  |  |                  |  |  |                 |  |
|                      |   | … | …        |  |  |       |  |  |                  |  |  |                 |  |
| Gersenda del Maine   |   | … |          |  |  |       |  |  |                  |  |  |                 |  |
|                      | … | … |          |  |  |       |  |  |                  |  |  |                 |  |
|                      | … | … |          |  |  |       |  |  |                  |  |  |                 |  |
|                      | … | … |          |  |  |       |  |  |                  |  |  |                 |  |
| …                    | … |   |          |  |  |       |  |  |                  |  |  |                 |  |
|                      |   | … | …        |  |  |       |  |  |                  |  |  |                 |  |
|                      |   | … | …        |  |  |       |  |  |                  |  |  |                 |  |
|                      |   | … | …        |  |  |       |  |  |                  |  |  |                 |  |
| …                    |   | … |          |  |  |       |  |  |                  |  |  |                 |  |
|                      |   | … | …        |  |  |       |  |  |                  |  |  |                 |  |
|                      |   | … | …        |  |  |       |  |  |                  |  |  |                 |  |
|                      |   | … | …        |  |  |       |  |  |                  |  |  |                 |  |
| …                    |   | … |          |  |  |       |  |  |                  |  |  |                 |  |
|                      |   | … | …        |  |  |       |  |  |                  |  |  |                 |  |
|                      |   | … | …        |  |  |       |  |  |                  |  |  |                 |  |
|                      |   | … | …        |  |  |       |  |  |                  |  |  |                 |  |
|                      |   | … |          |  |  |       |  |  |                  |  |  |                 |  |

### Fonti primarie
- (FR, EN) Cartulaire des abbayes de Saint-Pierre de la Couture et de Saint-Pierre de Solesmes, su Yale University Library. URL consultato il 7 settembre 2020 (archiviato dall'url originale il 12 marzo 2017)..
- (LA)  Actus Pontificum Cenomannis in urbe degentium (Le Mans).
- (LA)  Vitalis, Historia Ecclesiastica, vol. II.
- (LA)  Orderici Vitalis, Historia Ecclesiastica, tomus unicus.

### Letteratura storiografica
- Muratori L. A. Delle Antichità Estensi ed Italiane, Parte I.
- Louis Halphen, "La Francia dell'XI secolo", cap. XXIV, vol. II (L'espansione islamica e la nascita dell'Europa feudale) della Storia del Mondo Medievale, 1999, pp. 770–806.
- William John Corbett, "L'evoluzione del ducato di Normandia e la conquista normanna dell'Inghilterra", cap. I, vol. VI (Declino dell'impero e del papato e sviluppo degli stati nazionali) della Storia del Mondo Medievale, 1999, pp. 5–55.